# Absence of Malice
Absence of Malice is een Amerikaanse dramafilm uit 1981 onder regie van Sydney Pollack. De hoofdrollen worden vertolkt door Paul Newman en Sally Field.

## Verhaal
Onderzoeksrechter Elliott Rosen vermoedt dat zakenman Michael Gallagher, die familieleden heeft die tot het misdaadmilieu behoren, iets te maken heeft met de verdwijning van en veronderstelde moord op vakbondsleider Joey Diaz. Rosen heeft echter geen bewijzen en besluit Gallagher daarom onder druk te zetten door voorbarige informatie aan de pers te lekken. Wanneer journaliste Megan Carter de onderzoeksrechter komt interviewen, laat hij het vermeende onderzoeksdossier over Gallagher op zijn bureau rondslingeren, zodat Megan het stiekem kan lezen.
Met de goedkeuring van haar redacteur en geruggensteund door de jurist van de krant schrijft ze een sensationeel artikel over de informatie die ze heeft weten te bemachtigen. Gallagher wordt door haar bestempeld als de hoofdverdachte in de verdwijningszaak. Gallagher is woedend en confronteert Megan met haar lasterend artikel, maar ze weigert haar bron prijs te geven.
Door het artikel krijgt Gallagher problemen met de vakbond. Zijn werknemers geven er de brui aan, waardoor hij gedwongen wordt zijn drankenhandel stop te zetten. Zijn oom, maffiabaas Santos Malderone, laat hem ondertussen schaduwen uit vrees dat hij een informant van justitie zou worden.
Teresa Perrone, die Gallagher al heel haar leven kent, heeft een alibi voor de zakenman, maar als diepgelovige katholiek schaamt ze zich om de waarheid aan het licht te brengen. Op aandringen van Megan en om haar vriend Gallagher te helpen, besluit ze haar verhaal toch te vertellen. Teresa onthult dat ze op de dag van Diaz' verdwijning een abortus heeft laten uitvoeren en dat Gallagher haar de hele tijd heeft bijgestaan.
Teresa wil dat het alibi gepubliceerd wordt, maar wil niet dat er over haar abortus geschreven wordt. Megan besluit echter het hele verhaal te publiceren. Wanneer Teresa in de krant ontdekt dat haar abortusverhaal wereldkundig is gemaakt, pleegt ze zelfmoord. Wanneer Megan het nieuws te horen krijgt, wil ze zich verontschuldigen. Ze zoekt Gallagher op, maar die is razend en valt haar aan. Hij scheurt haar blouse stuk en werpt haar tegen de grond. Megan onthult dat Rosen haar bron was en druipt zwaar aangedaan af.
Nadien bedenkt Gallagher een plan om wraak te nemen. Hij sluit een deal met Quinn, de officier van justitie. Hij eist dat zijn naam publiekelijk gezuiverd wordt en dat het onderzoek naar hem wordt stopgezet. In ruil zal hij in het misdaadmilieu op zoek gaan naar informatie over Diaz' verdwijning. Quinn gaat akkoord en spreekt Gallagher op een persconferentie volledig vrij. Wat hij niet weet is dat Gallagher net voor en na de persconferentie een anonieme bijdrage heeft gestort aan een politieke organisatie van Quinn. Ondertussen begint Gallagher ook een relatie met Megan.
Rosen is verbaasd over Quinns persconferentie. Hoewel hij geen toestemming heeft, laat hij de telefoons van Gallagher en Quinn aftappen. Rosen en zijn onderzoeker Bob Waddell ontdekken ook de anonieme bijdrages van Gallagher aan Quinns politieke organisatie en raken er steeds meer van overtuigd dat Quinn werd omgekocht door Gallagher. Omdat Waddell een vriend is van Megan besluit hij haar te waarschuwen over het onderzoek dat ze aan het voeren zijn.
Megan probeert Gallagher aan de tand te voelen, maar hij laat niet in zijn kaarten kijken. Megan vermoedt het ergste, waarop Gallagher opstapt en hun relatie verbreekt. Wat later worden alle betrokkenen samengebracht door James A. Wells, de ervaren assistent van de minister van Justitie. Wells ondervraagt de aanwezigen en concludeert dat Gallagher zowel Quinn als Rosen bewust misleid heeft uit wraak. Rosen wordt ontslagen en Quinn wordt gevraagd om de eer aan zichzelf te houden.
Op haar redactie beseft Megan dat ze plots zelf een deel van het verhaal is geworden. Een collega die aan een artikel werkt over de gebeurtenissen vraagt haar hoe ze de relatie tussen haar en Gallagher moet omschrijven. Haar toekomst bij de krant lijkt onzeker. Vervolgens brengt Megan een bezoekje aan Gallagher, die op het punt staat te verhuizen. De twee hebben een kort gesprek en lijken hun vriendschap nog een kans te geven.

## Rolverdeling
| Acteur          | Personage         |
| --------------- | ----------------- |
| Paul Newman     | Michael Gallagher |
| Sally Field     | Megan Carter      |
| Bob Balaban     | Elliott Rosen     |
| Melinda Dillon  | Teresa Perrone    |
| Luther Adler    | Santos Malderone  |
| Barry Primus    | Waddell           |
| Josef Sommer    | "Mac" McAdam      |
| John Harkins    | Davidek           |
| Don Hood        | James Quinn       |
| Wilford Brimley | James J. Wells    |

## Productie

### Script
Kurt Luedtke werkte als journalist voor onder meer de Miami Herald en werkte zich nadien als redacteur op bij de Detroit Free Press. Collega-redacteur Rob Mitchell omschreef hem als een 'klassieke, taaie, kettingrokende journalist'. Hoewel hij zelf een journalist was, had Luedtke een kritische houding tegenover journalistiek. Zo had hij vragen bij hoe Amerikaanse printmedia zich achter het Eerste Amendement verstopten en noemde hij de idee dat het publiek het recht heeft om iets te weten een uitvinding van de journalistiek.
Eind jaren 1970 zette de toen 38-jarige Luedtke een punt achter zijn journalistieke carrière en stapte hij over naar de filmindustrie. Hij overwoog even om filmproducent te worden, maar maakte zich de bedenking dat hij als scenarist meer kans zou maken om door te breken. Hij besloot om een boek over journalistiek te schrijven, in de hoop dat iemand in Hollywood de filmrechten zou kopen. Hij stelde zijn idee in 1979 voor aan een agent van het talentenbureau Ziegler-Diskant, waarna Orion Pictures voor 20.000 de rechten kocht op het nog niet gepubliceerde boek. De studio wilde Luedtkes idee door een ervaren scenarist laten omvormen tot een volwaardig script. Toen de gewezen journalist van Orion de vraag kreeg om zijn verhaal in 1.500 woorden neer te schrijven, kwam hij op de proppen met een tekst van 45.000 woorden, die later de basis zou vormen voor het script van Absence of Malice.
Het verhaal over een journaliste die zich door een anonieme bron laat manipuleren en een lasterend artikel vol fouten publiceert, werd door de studio gebruikt om regisseur George Roy Hill te paaien die op zoek was naar een politiek filmproject. Hill vond het verhaal, dat Luedtke baseerde op de rechtszaak The New York Times Company v. Sullivan uit 1964, een goed idee, maar slaagde er niet in om het tot een script om te vormen. Luedtke kreeg vervolgens van Orion de kans kreeg om het script zelf te schrijven. Hill lapte het script op, maar verfilmde het uiteindelijk niet omdat hij met The World According to Garp (1982) al aan een ander project verbonden was.
Het script belandde vervolgens bij Sydney Pollack, die het 250 pagina's tellende script goed geschreven vond, maar ongeschikt om te verfilmen: "Het was zo complex dat je hoofd jeukte als je probeerde te achterhalen wat er gebeurde. Het was helemaal niet visueel, maar de essentie was goed." De regisseur riep vervolgens de hulp in van scriptdoctor David Rayfiel, met wie hij eerder al aan onder meer Castle Keep (1969) en Three Days of the Condor (1975) had samengewerkt, om samen met Luedtke het script te herschrijven. De drie zouden nadien ook samenwerken aan Out of Africa (1985).

### Casting
Pollack wilde oorspronkelijk Al Pacino en Diane Keaton als hoofdrolspelers. De twee hadden eerder al samengewerkt aan The Godfather (1972) en The Godfather Part II (1974). Het script werd ook geschreven met het idee dat Pacino, die eerder al met Pollack aan Bobby Deerfield (1977) had samengewerkt, de hoofdrol zou vertolken. Zo was het hoofdpersonage oorspronkelijk een Italo-Amerikaan wiens vader deel uitmaakte van de maffia. Pacino haakte uiteindelijk op het laatste moment af en besloot aan Author! Author! (1982) mee te werken. Toen vervolgens Paul Newman gecast werd, kreeg het hoofdpersonage een andere naam en achtergrond. Ook Keaton besloot niet aan de productie mee te werken en werd uiteindelijk vervangen door Sally Field.
Newman kreeg de rol aan geboden door de invloedrijke agent Michael Ovitz. Het verhaal van de film sprak Newman aan omdat hij zelf al meermaals in de clinch had gelegen met printmedia. De acteur beschouwde de film als een directe aanval op het sensatieblad New York Post, dat even voordien een foto over de opnames van Fort Apache, The Bronx (1981) had gepubliceerd met een misleidend onderschrift.

### Opnames
De opnames van Absence of Malice vonden van november 1980 tot maart 1981 plaats in Zuid-Florida. De meeste scènes werden op locatie in Miami opgenomen. Voor de film werd een fictieve krant, de Miami Standard, bedacht. De krantenredactie in de film was in werkelijkheid de redactie van de Miami Herald, de krant waar Luedkte in het verleden nog voor gewerkt had. Voor de buitenzijde van het krantengebouw werd de Flagship National Bank gebruikt. Voor de drankenhandel van Gallager werd een loods gebruikt aan Biscayne Bay. De scène waarin Megan en Teresa elkaar ontmoeten, werd opgenomen in de tuinen van Villa Vizcaya.
De film eindigde oorspronkelijk met een duidelijke breuk tussen de hoofdpersonages Michael en Megan, maar toen na proefvoorstellingen bleek dat het publiek de twee liever samen zag, besloten de producenten om het einde gedeeltelijk te herschrijven en opnieuw op te nemen. De film kreeg een open einde dat insinueert dat de twee hoofdpersonages nog een toekomst hebben samen.

## Release en ontvangst
Absence of Malice ging op 19 november 1981 in première in de Verenigde Staten. In maart 1982 werd de film ook in Nederland uitgebracht.
De film kreeg overwegend positieve recensies en werd in de Amerikaanse filmpers regelmatig bestempeld als de inhoudelijke tegenpool van All the President's Men (1976). Het filmtijdschrift Variety schreef in december 1980: "Absence of Malice is de keerzijde van All The President's Men; een uitstekende, maar angstwekkende blik op hoe slordige berichtgeving schade kan aanrichten bij onschuldigen." Begin 1982 werd Absence of Malice genomineerd voor drie Oscars en twee Golden Globes.
Op Rotten Tomatoes heeft de film een waarde van 83% en een gemiddelde score van 6,7/10, gebaseerd op 23 recensies. Op Metacritic heeft de film een gemiddelde score van 64/100, gebaseerd op twaalf recensies.

## Prijzen en nominaties
| Jaar | Prijs / Festival         | Categorie                   | Genomineerde(n) | Uitslag     |
| ---- | ------------------------ | --------------------------- | --------------- | ----------- |
| 1982 | Academy Awards           | Beste acteur                | Paul Newman     | Genomineerd |
| 1982 | Academy Awards           | Beste actrice in een bijrol | Sally Field     | Genomineerd |
| 1982 | Academy Awards           | Beste originele scenario    | Kurt Luedtke    | Genomineerd |
| 1982 | Golden Globes            | Beste actrice (drama)       | Sally Field     | Genomineerd |
| 1982 | Golden Globes            | Beste scenario              | Kurt Luedtke    | Genomineerd |
| 1982 | WGA Awards               | Beste originele scenario    | Kurt Luedtke    | Genomineerd |
| 1982 | Filmfestival van Berlijn | Gouden Beer                 | Sydney Pollack  | Genomineerd |

## Trivia
- Maffiabaas Santos Malderone is mogelijk een verwijzing naar de bekende maffiabaas Santo Trafficante, die eveneens in Florida actief was.[19]